# السنجة (رواية)
السنجة هي إحدى روايات الدكتور أحمد خالد توفيق، تدور أحداث الرواية حول مؤلف يعيش في دحديرة الشناوي، وتعتبر الرواية خليط من الفنتازيا والواقعية، صدرت الطبعة الأولى في 25 من أكتوبر لعام 2012 لدار بلومزبري – مؤسسة قطر للنشر.

## عن الرواية
على جدار مصنع الحلويات القديم رسوم الأطفال، والإعلانات القديمة غير المقروءة، ورسوم الجرافيتي. أخرجت عفاف زجاجة السبراي لتكتب على الجدار كلمة. هذه الكلمة يمكن أن تكون سنحة أو سبحة أو سنجة أو سرنجة أو سيجة. وبعد ذلك وقفت أمام القطار القادم لتلقي حتفها.
عصام الشرقاوي كاتب مغمور يحاول أن ينجح في مجاله وفي التعرف إلى أهل المنطقة، وفي نفس الوقت يحاول أن يحل لغز الكلمة التي كتبتها عفاف، ومن ثم معرفة سبب انتحارها، ولكن يختفي عصام أثناء ذلك، فهل يمكن أن يكون ذلك مصادفة ؟

## الغلاف
بالغلاف صورة لفتاة تلقي بزجاجة سبراي من يدها، وقطار قادم. صورة الغلاف من تصميم أحمد مراد.

## ظهرالغلاف
كان المختفي أو الفقيد روائيًّا. ويقال إنه على درجة من الشهرة، لكن الحقيقة أنه لا أحد يعرفه على الإطلاق، ولم يقرأ له أحدٌ حرفًا من قبل. أي أنه هو نفسه مصدر معلومة أنه أديب شهير نوعًا. الأدباء ينتحرون دائمًا في النهاية، رجال التحريات يعرفون هذا، لكنهم كذلك يعرفون أن الأدباء لا يبذلون جهدًا في إخفاء جثثهم بعد الانتحار؛ إنهم مهملون ويتركون جثثهم بأمخاخها المتفجرة أو شرايينها المقطوعة في أي مكان، كأن باقي البشر خدم لهم، ولا عجب فهم مغرورون أيضًا. إذن هل تصادف أن المدعو عصام الشرقاوي هو الكاتب الأكثر تحضرًا ونظامًا في السنوات الأخيرة؟
في الصفحات التالية سوف نقوم بعمل بطولي. نحاول أن نعرف سر اختفاء المدعو عصام الشرقاوي. هذا يقتضي أن نبحث كثيرًا جدًّا إلى أن نجد خيطًا، وربما لا نجد.

## وصلات خارجية
- تحميل رواية السنجة
- آراء القراء على موقع أبجد حول رواية السنجة